# Godfroid Courtmans
Pour les articles homonymes, voir Courtmans.
Godfroid Courtmans, né le 11 août 1948 à Boortmeerbeek et mort le 26 décembre 2014 à Bruxelles, est un réalisateur et producteur belge. Il fut également professeur et directeur de l'Institut de Radioélectricité et Cinématographie (INRACI), devenu HELB par fusion avec d'autres écoles.

## Carrière académique
Sa carrière se tourne vers l'enseignement après que l'INRACI le charge d'un audite de la section cinématographie, alors menacée de disparition à cause de nombreux problèmes internes. Il y a notamment trop de professeurs et trop peu d'étudiants. Dans son rapport à la direction, il fait également mention du fait qu'il considère l'approche pédagogique comme étant trop théorique.
Il est par la suite chargé de réformer en profondeur la section et devient professeur de production jusque fin 2007. Il fut ensuite directeur de catégorie technique de la HELB jusqu'en 2012 (cette catégorie reprenant les sections cinématographie, photographie et électronique, autrefois regroupés au sein de l'INRACI). Sous son impulsion, les sections cinématographie et photographie seront profondément réformées. L'école verra également l'arrivée de nombreux nouveaux professeurs, essentiellement des professionnels du cinéma et de la télévision.
Depuis 2012, toujours à la HELB, Godfroid Courtmans était devenu le coordinateur du master en Gestion Globale du Numérique, dont il fut l'un des concepteurs. Accessible après les trois ans de bachelor en cinématographie, la première rentrée académique de cette nouvelle filière consacrée à l'étude et la maîtrise technique des chaines de production et d'archivage des images et des sons eut lieu en septembre 2013.

## Filmographie
Réalisateur
- 1970 : Le Plombier

Producteur
- 1975 : Grève et pets de Noël Godin
- 1979 : Mireille dans la vie des autres de Jean-Marie Buchet
- 1981 : Neige de Jean-Henri Roger et Juliet Berto
- 1982 : Une femme en fuite de Maurice Rabinowicz
- 1983 : Après l'amour de Jaak Boon
- 1984 : De Aardwolf de Rob Van Eyck
- 1988 : Bino Fabule de Jean-Pierre Liccioni, Robert Lombaerts, André Roussil et Réjeanne Tailon

## Anecdotes
Godfroid Courtmans, avec d'autres professeurs de l'INRACI, a été figurant sur le film Formidable de Dominique Standaert, lui aussi professeur à l'INRACI. Il apparait dans la scène du bistrot, en chômeur qui surveille la circulation à la sortie des écoles, au début du film.